# Lorde Kelvin
William Thomson, 1.º Barão Kelvin, (também conhecido como Lorde Kelvin) OM, PRS, PRSE (Belfast, 26 de junho de 1824 — Ayrshire, 17 de dezembro de 1907) foi um físico-matemático e engenheiro britânico.
Considerado um líder nas ciências físicas do século XIX, ele fez importantes contribuições na análise matemática da eletricidade e termodinâmica, e fez muito para unificar as disciplinas emergentes da física em sua forma moderna. É conhecido por desenvolver a escala Kelvin de temperatura absoluta (onde o zero absoluto é definido como 0 K). O título de Lorde Kelvin foi lhe dado em homenagem a suas realizações.

## Vida
Lord Kelvin foi um matemático e físico britânico. Nasceu em 1824 e morreu em 1907. Nasceu em Belfast, Irlanda do Norte, com o nome de William Thomson. Aos 68 anos de idade, receberia o título de nobreza de Primeiro Barão Kelvin de Largs, pela grande importância de seu trabalho científico.  
Aos 7 anos, Kelvin já assistia às conferências do pai, que era matemático. Ainda adolescente, escreveria seu primeiro trabalho nessa área. Quando esse estudo foi apresentado na filial da Royal Society (em Edimburgo, Escócia, onde então estudava), acharam  conveniente que fosse lido por um professor mais velho, para que a platéia não se sentisse incomodada ao assistir a uma aula dada por alguém tão jovem. Com 17 anos, foi estudar na universidade de Cambridge, na Inglaterra, e ao se diplomar mudou-se para a França, onde fez sua pós-graduação. 
As propriedades do calor foram um dos sistemas preferidos de Kelvin. Analisou com mais profundidades as descobertas de Jacques Charles sobre a variação de volume dos gases em função da variação da temperatura. Charles concluíra, com base em experimentos e cálculos, que à temperatura de -273 ºC todos os gases teriam volume igual a zero. Kelvin propôs outra conclusão: não era o volume da matéria que se anularia nessa temperatura, mas sim a energia cinética de suas moléculas. Sugeriu então que essa temperatura deveria ser consideradas a mais baixa possível e chamou-a de zero absoluto. A partir dela, propôs uma nova escala termométrica (que posteriormente recebeu o nome de escala Kelvin), a qual permitiria maior simplicidade para a expressão matemática das relações entre grandezas termodinâmicas. 
Kelvin argumentou que a questão-chave na interpretação da Segunda Lei da Termodinâmica foi a explicação dos processos irreversíveis. Ele observou que, se a entropia sempre aumenta, o universo acabaria por atingir um estado de temperatura uniforme e entropia máxima de que não seria possível extrair qualquer trabalho. Ele chamou isso de morte térmica do universo. Com Rankine ele propôs uma teoria termodinâmica baseado na primazia do conceito de energia, em que ele acreditava que toda a física deve ser baseada. Ele disse que as duas leis da termodinâmica expressam a indestrutibilidade e dissipação de energia. Ele também tentou demonstrar que o teorema de equipartição era inválido. 
Kelvin também concluiu, analisando os trabalhos do francês Carnot, que é impossível utilizar toda a energia de um sistema na forma de trabalho. Uma parte dessa energia é inevitavelmente perdida na forma de calor. Na indústria, seus estudos colaboraram para a fabricação de melhores galvanômetros e cabos elétricos, concretizando a implantação de um cabo telegráfico entre a Europa e a América do Norte, no fundo do oceano Atlântico. (O sucesso desse empreendimento é que o levou a receber o título da nobreza). Foi também responsável pela implantação do serviço telefônico na Grã-Bretanha e, em 1890, elegeu-se presidente da Royal Society. 
Todo esse envolvimento com a ciência, no entanto, não o impediu de, no final da vida, opor-se às novas descobertas da desintegração radiativa. Ao morrer, não deixou herdeiros. Tal como ocorrera com Newton, foi sepultado com grandes honras na abadia de Westminster (normalmente reservada a figuras importantíssimas, como monarcas). Suas lápides são vizinhas.
Em alguns meios são atribuídas a Kelvin frases como "não há nada de novo para ser descoberto na física, tudo o que resta são medições mais e mais precisas" e "No céu azul da física clássica existem apenas duas nuvens a serem dirimidas(...)". Todavia, trata-se de desinformação, sem qualquer lastro de verificabilidade.